# Eastern Europe Cup w biegach narciarskich 2016/2017
Eastern Europe Cup w biegach narciarskich 2016/2017 to kolejna edycja tego cyklu zawodów. Rywalizacja rozpoczęła się 20 listopada 2016 roku w rosyjskim kurorcie narciarskim Wierszina Tea, a zakończyła się 1 marca 2017 roku w rosyjskim mieście Syktywkar.
Obrończynią tytułu była Rosjanka Jelena Sobolewa a wśród mężczyzn Rosjanin Jewgienij Diemientjew.

## Kalendarz i wyniki

### Kobiety
| Lp  | Data              | Miejscowość     | Dystans              | 1. miejsce           | 2. miejsce            | 3. miejsce          |
| --- | ----------------- | --------------- | -------------------- | -------------------- | --------------------- | ------------------- |
| 1.  | 21 listopada 2016 | Wierszyna Tioi  | sprint s. dowolnym   | Polina Niekrasowa    | Jewgienia Oszczepkowa | Natalja Iljina      |
| 2.  | 22 listopada 2016 | Wierszyna Tioi  | 5 km s. dowolnym     | Anna Nieczajewska    | Marija Istomina       | Maria Likaczewa     |
| 3.  | 23 listopada 2016 | Wierszyna Tioi  | sprint s. klasycznym | Polina Niekrasowa    | Marija Dawidjenkowa   | Olga Repnicyna      |
| 4.  | 24 listopada 2016 | Wierszyna Tioi  | 10 km s. klasycznym  | Marija Guszczina     | Anna Nieczajewska     | Łarisa Ryasina      |
| 5.  | 20 grudnia 2016   | Sianki          | 5 km s. klasycznym   | Tetiana Antypenko    | Wałentyna Szewczenko  | Maryna Bukinich     |
| 6.  | 21 grudnia 2016   | Sianki          | 10 km s. dowolnym    | Wałentyna Szewczenko | Tetiana Antypenko     | Łada Nesterenko     |
| 7.  | 22 grudnia 2016   | Sianki          | sprint s. dowolnym   | Tetiana Antypenko    | Wałentyna Szewczenko  | Maryna Bukinich     |
| 8.  | 24 grudnia 2016   | Krasnogorsk     | sprint s. klasycznym | Natalja Matwiejewa   | Polina Kowalowa       | Natalja Niepriajewa |
| 9.  | 25 grudnia 2016   | Krasnogorsk     | 10 km s. dowolnym    | Anna Nieczajewska    | Anna Miedwiediewa     | Natalja Iljina      |
| 10. | 27 grudnia 2016   | Krasnogorsk     | sprint s. dowolnym   | Natalja Matwiejewa   | Tatjana Aleszina      | Darija Wedenina     |
| 11. | 28 grudnia 2016   | Krasnogorsk     | 15 km s. klasycznym  | Olga Roczewa         | Natalja Niepriajewa   | Łarisa Ryasina      |
| 12. | 12 stycznia 2017  | Raubiczy/ Mińsk | 10 km s. klasycznym  | Justyna Kowalczyk    | Julija Tichonowa      | Marija Dawidjenkowa |
| 13. | 13 stycznia 2017  | Raubiczy/ Mińsk | sprint s. dowolnym   | Julija Tichonowa     | Natalja Iljina        | Marija Dawidjenkowa |
| 14. | 15 stycznia 2017  | Raubiczy/ Mińsk | 10 km s. dowolnym    | Anna Nieczajewska    | Julija Tichonowa      | Natalja Iljina      |
| 15. | 10 lutego 2017    | Krasnogorsk     | 10 km s. klasycznym  | Żanna Murażewa       | Ksenia Feller         | Alija Iksanowa      |
| 16. | 12 lutego 2017    | Moskwa          | sprint s. dowolnym   | Marija Dawidjenkowa  | Anna Nieczajewska     | Natalja Iljina      |
| 17. | 25 lutego 2017    | Syktywkar       | 10 km s. dowolnym    | Anna Nieczajewska    | Darja Storożyłowa     | Marija Dawidjenkowa |
| 18. | 26 lutego 2017    | Syktywkar       | sprint s. dowolnym   | Natalja Niepriajewa  | Anna Nieczajewska     | Anna Morkowkina     |
| 19. | 1 marca 2017      | Syktywkar       | 15 km (bieg łączony) | Anna Nieczajewska    | Jekaterina Jadowina   | Natalja Niepriajewa |

### Mężczyźni
| Lp  | Data              | Miejscowość     | Dystans              | 1. miejsce           | 2. miejsce             | 3. miejsce          |
| --- | ----------------- | --------------- | -------------------- | -------------------- | ---------------------- | ------------------- |
| 1.  | 21 listopada 2016 | Wierszyna Tioi  | sprint s. dowolnym   | Iwan Jakimuszkin     | Andriej Krasnow        | Iwan Guliajew       |
| 2.  | 22 listopada 2016 | Wierszyna Tioi  | 10 km s. dowolnym    | Aleksiej Czerwotkin  | Iwan Jakimuszkin       | Dienis Spicow       |
| 3.  | 23 listopada 2016 | Wierszyna Tioi  | sprint s. klasycznym | Aleksiej Czerwotkin  | Nikita Stupak          | Aleksiej Wicenko    |
| 4.  | 24 listopada 2016 | Wierszyna Tioi  | 15 km s. klasycznym  | Aleksiej Wicenko     | Dmitrij Rostowcew      | Aleksiej Czerwotkin |
| 5.  | 20 grudnia 2016   | Sianki          | 10 km s. klasycznym  | Juryj Astapienka     | Ołeksij Krasowski      | Andriej Orlyk       |
| 6.  | 21 grudnia 2016   | Sianki          | 15 km s. dowolnym    | Juryj Astapienka     | Siarhiej Dalidowicz    | Rusłan Perechoda    |
| 7.  | 22 grudnia 2016   | Sianki          | sprint s. dowolnym   | Rusłan Perechoda     | Juryj Astapienka       | Jauhien Bazyleu     |
| 8.  | 24 grudnia 2016   | Krasnogorsk     | sprint s. klasycznym | Aleksandr Panżynski  | Jermił Wokujew         | Nikita Kriukow      |
| 9.  | 25 grudnia 2016   | Krasnogorsk     | 15 km s. dowolnym    | Andriej Mielniczenko | Aleksandr Bolszunow    | Piotr Siedow        |
| 10. | 27 grudnia 2016   | Krasnogorsk     | sprint s. dowolnym   | Aleksandr Bolszunow  | Aleksiej Czerwotkin    | Artur Pietrow       |
| 11. | 28 grudnia 2016   | Krasnogorsk     | 30 km s. klasycznym  | Aleksandr Bolszunow  | Nikita Stupak          | Dmitrij Japarow     |
| 12. | 12 stycznia 2017  | Raubiczy/ Mińsk | 15 km s. klasycznym  | Nikita Stupak        | Dmitrij Japarow        | Aleksiej Wicenko    |
| 13. | 13 stycznia 2017  | Raubiczy/ Mińsk | sprint s. dowolnym   | Andriej Parfionow    | Andriej Feller         | Nikita Stupak       |
| 14. | 15 stycznia 2017  | Raubiczy/ Mińsk | 15 km s. dowolnym    | Władisław Skobielew  | Witalij Puchkało       | Juryj Astapienka    |
| 15. | 10 lutego 2017    | Krasnogorsk     | 15 km s. klasycznym  | Aleksiej Wicenko     | Iwan Kiriłłow          | Aleksander Kuleszow |
| 16. | 12 lutego 2017    | Moskwa          | sprint s. dowolnym   | Nikołaj Moriłow      | Andriej Feller         | Ildar Fajzullow     |
| 17. | 25 lutego 2017    | Syktywkar       | 15 km s. dowolnym    | Jermił Wokujew       | Andriej Mielniczenko   | Raul Szakirzianow   |
| 18. | 26 lutego 2017    | Syktywkar       | sprint s. dowolnym   | Andriej Krasnow      | Andriej Sobakariow     | Stepan Durkin       |
| 19. | 1 marca 2017      | Syktywkar       | 30 km (bieg łączony) | Dienis Spicow        | Konstantin Gławatskich | Raul Szakirzianow   |

## Klasyfikacje
| Lp. | Zawodniczka          | Punkty |
| --- | -------------------- | ------ |
| 1.  | Anna Nieczajewska    | 816    |
| 2.  | Marija Dawidjenkowa  | 662    |
| 3.  | Natalja Iljina       | 523    |
| 4.  | Anastasija Kazakuł   | 376    |
| 5.  | Anna Morkowkina      | 324    |
| 6.  | Natalja Niepriajewa  | 320    |
| 7.  | Łarisa Ryasina       | 291    |
| 8.  | Tetiana Antypenko    | 280    |
| 9.  | Anastasija Własowa   | 276    |
| 10. | Tatjana Aleszina     | 275    |
| 11. | Wałentyna Szewczenko | 260    |
| 11. | Julija Tichonowa     | 260    |
| 13. | Anna Miedwiediewa    | 251    |
| 14. | Żanna Murażewa       | 250    |
| 15. | Polina Niekrasowa    | 240    |

| Lp. | Zawodnik             | Punkty |
| --- | -------------------- | ------ |
| 1.  | Aleksiej Wicenko     | 717    |
| 2.  | Nikita Stupak        | 655    |
| 3.  | Andriej Feller       | 402    |
| 4.  | Aleksiej Czerwotkin  | 381    |
| 5.  | Juryj Astapienka     | 371    |
| 6.  | Artiom Nikołajew     | 335    |
| 7.  | Aleksandr Bolszunow  | 320    |
| 8.  | Iwan Kiriłłow        | 313    |
| 9.  | Iwan Jakimuszkin     | 287    |
| 10. | Dienis Spicow        | 284    |
| 11. | Dmitrij Japarow      | 278    |
| 12. | Andriej Krasnow      | 232    |
| 13. | Raul Szakirzianow    | 229    |
| 14. | Jermił Wokujew       | 224    |
| 15. | Andriej Mielniczenko | 221    |